# Zichyújfalu (stacja kolejowa)
Zichyújfalu (węg: Zichyújfalu vasútállomás) – stacja kolejowa w Zichyújfalu, w komitacie Fejér, na Węgrzech.
Znajduje się na linii 44 Pusztaszabolcs – Székesfehérvár. Została otwarta w 1896 jako część linii HÉV. Odległość od Székesfehérvár wynosi 22 km, a od Pusztaszabolcs 8 km. W 2008 roku miała miejsce modernizacja linii.
W 1938 roku stacja służyła jako scena z filmu Retour a l’aube (Powrót o świcie) z udziałem francuskiej aktorki Danielle Darrieux.

## Linie kolejowe
- Linia kolejowa 44 Pusztaszabolcs – Székesfehérvár